# Ishøj (općina)
Ishøj je općina u danskoj regiji Hovedstaden.

## Zemljopis
Općina se nalazi u istočnom dijelu otoka Zelanda, te je jugozapadna prigradska općina glavnog rada Danske Kopenhagena, prositire se na 25,94 km2.

## Stanovništvo
Prema podacima o broju stanovnika iz 2010. godine općina je imala 	20.756 stanovnika, dok je prosječna gustoća naseljenosti 800,15 stan/km2. Središte općine je grad Ishøj.

### Naselja
| Naselja u općini |               |                    |
| Br.              | Naselje       | Stanovnika (2010.) |
| 1.               | Ishøj         | 18.707             |
| 2.               | Ishøj Landsby | 1.037              |
| 3.               | Torslunde     | 244                |

## Vanjske poveznice
- Službena stranica općine